# Purba Dolok (Dolok Sanggul)
Purba Dolok is een bestuurslaag in het regentschap Humbang Hasundutan van de provincie Noord-Sumatra, Indonesië. Purba Dolok telt 1769 inwoners (volkstelling 2010).